# 比利亚拉萨
比利亚拉萨，是西班牙安达卢西亚自治区韦尔瓦省的一个市镇。总面积72平方公里，总人口2085人（2001年），人口密度29人/平方公里。